# 二戸警察署
二戸警察署（にのへけいさつしょ）は、岩手県警察が管轄する16ある警察署の一つである。識別章所属表示はSQ。

## 管轄区域
- 二戸市
- 二戸郡一戸町
- 九戸郡軽米町、九戸村

## アクセス
- 二戸駅よりジェイアールバス東北バス利用
  - 「軽米病院行」
  - ｢金田一温泉」方面行
    - 以上の路線に乗車し、｢荒田」下車。徒歩5分。

## 沿革
- 1971年（昭和46年） - 新設。
- 2004年（平成16年） - 一戸交番を一戸字蒔前から一戸字砂森へ新築移転。
- 2010年（平成22年）12月20日 - 本署を福岡字八幡下から金田一字上田面に移転し、旧本署は「八幡下交番」に転用。
- 2014年（平成26年）10月1日 - 都市計画道路建設に伴い八幡下交番を二戸駅西口へ移転・新築し「二戸駅前交番」へ改称。

## 組織
- 署長
- 副署長
- 警務課
  - 警務係
  - 警察安全相談係
  - 被害者支援係
  - 留置管理課
- 会計課
  - 会計係
- 生活安全課
  - 生活安全係
- 地域課
  - 地域企画指導係
  - 自動車警ら班
- 刑事課
  - 刑事第一係
  - 刑事第二係
  - 鑑識係
- 交通課
  - 交通企画係
  - 交通捜査係
- 警備課
  - 警備係

## 交番・駐在所
括弧内は読み方及び所在地を表す。

### 二戸市
- 二戸駅前（にのへえきまえ）交番（二戸市石切所字森合54-7）
  - 旧八幡下交番を二戸駅西口地区へ移転・新築する形で2014年10月1日新設
- 金田一（きんたいち）駐在所（二戸市金田一字駒焼場34-7）
- 浄法寺（じょうぼうじ）駐在所（二戸市浄法寺町下タ前田72-7）
- 斗米（とまい）駐在所（二戸市上斗米字梅木13-6）

### 一戸町
- 一戸（いちのへ）交番（二戸郡一戸町一戸字砂森102-1）
- 小鳥谷（こずや）駐在所（二戸郡一戸町小鳥谷字中屋敷上2-4）
- 中山（なかやま）駐在所（二戸郡一戸町中山字大塚76-3）

### 軽米町
- 軽米（かるまい）駐在所（九戸郡軽米町大字軽米第8地割109）
- 小軽米（こがるまい）駐在所（九戸郡軽米町大字小軽米第3地割59-7）
- 晴山（はれやま）駐在所（九戸郡軽米町大字晴山第20地割75-2）

### 九戸村
- 九戸（くのへ）駐在所（九戸郡九戸村大字伊保内第25地割26）

## その他
1971年（昭和47年）建築の旧庁舎は老朽化で手狭になっていた為、平成20年度（2008年）以降二戸市金田一地区（二戸・金田一両バイパスに挟まれた国道4号沿いの土地区画整理地内）へ本庁舎新築が進められ、2010年12月20日より現在の新庁舎で業務を開始した（旧庁舎は当署管内2番目の交番となる「八幡下交番」に転用）。（2010年11月11日付、岩手日報地域面「県北・八戸」記事にて報道）
なおこれ以前の2004年（平成16年）に一戸交番が同様の理由により一戸高校向かい（岩手県道274号二戸一戸線沿い）から一戸字砂森のイコオショッピングセンター向かいへ、2014年10月1日には（都市計画道路建設に伴い）八幡下交番が「二戸駅前交番」と改称の上で二戸駅西口へそれぞれ新築移転した（但し旧一戸交番跡地に併設の交通機動隊二戸分駐隊基地の場所は国道4号に近いという立地条件から以前のまま）。
無線連絡コード及びパトカー所属コードは「二（+号車番号）」。
当署管内の一戸町一戸字越田橋地区には八戸道の岩手県側を管轄する「高速道路交通警察隊一戸分駐隊」の隊員官舎が置かれている。